# Діброва (Бахмутський район)
Дібро́ва — село Соледарської міської громади Бахмутського району Донецької області в Україні.